# Histoire de ta bêtise
Histoire de ta bêtise est un essai de François Bégaudeau paru en 2020.

## Résumé
François Bégaudeau s'adresse aux électeurs d'Emmanuel Macron se considérant comme progressistes et pointe leurs contradictions. En s'adressant à eux et en les tutoyant, il décrit une classe sociale : la bourgeoisie.

## Accueil
L'ouvrage a divisé à sa sortie. Florent Georgesco pour Le Monde estime que « chaque page du livre on parle à un portrait-robot et que cela ne peut avoir le moindre sens ». Serge Halimi pour Le Monde diplomatique évoque un essai d'une « férocité réjouissante ».